# Wendelin Wiedeking

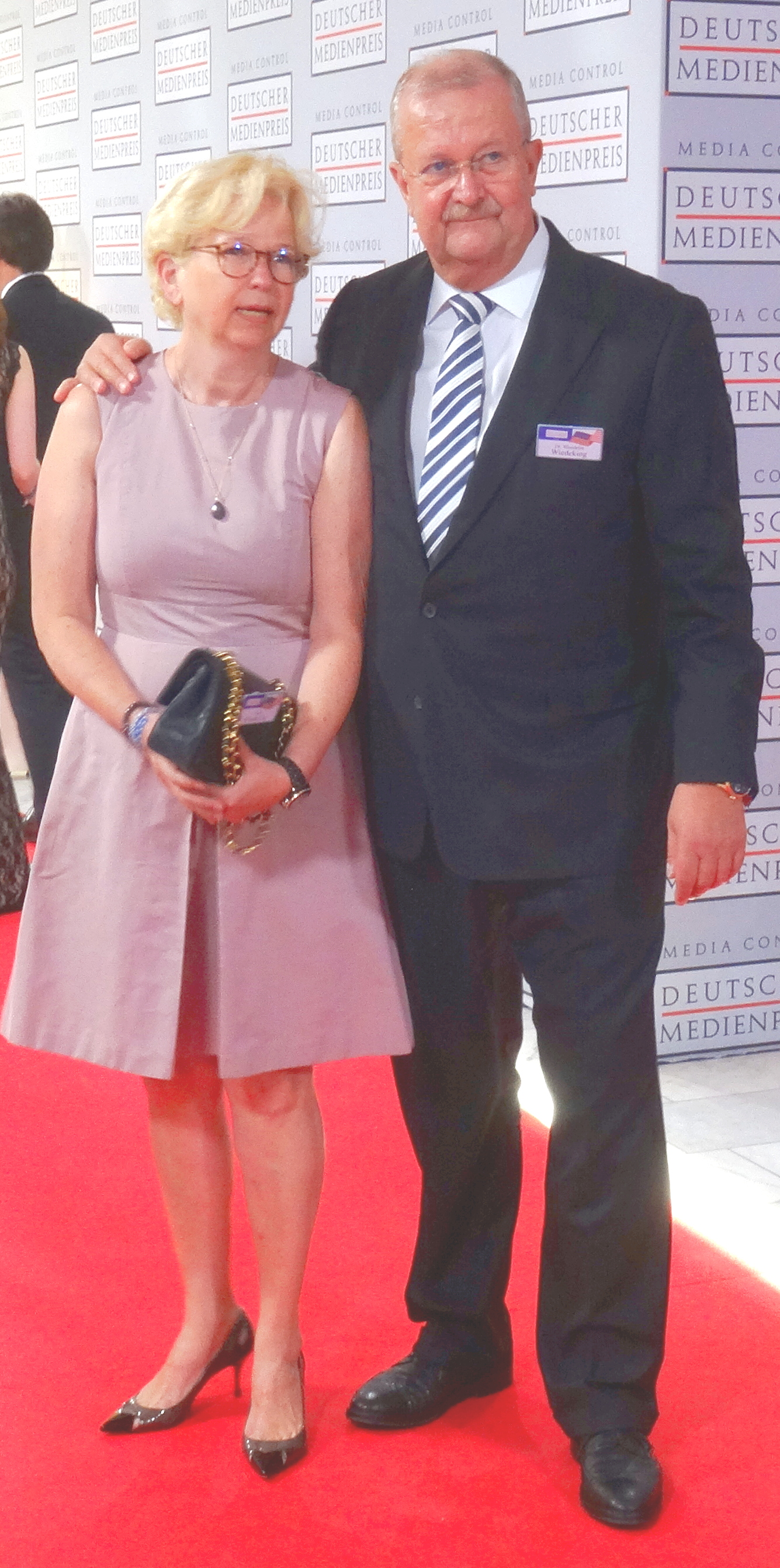
Wendelin Wiedeking mit Ehefrau Ruth auf der Verleihung des Deutschen Medienpreises 2016 im Mai 2017 in Baden-Baden

Wendelin Wiedeking (* 28. August 1952 in Ahlen/Westfalen) ist ein deutscher Manager. Er war ab 1991 Mitglied des Vorstandes, ab 1992 Vorstandssprecher und ab 1993 Vorsitzender des Vorstandes der Dr. Ing. h. c. F. Porsche AG. Am 28. Januar 2006 wurde er Mitglied im Aufsichtsrat der Volkswagen AG, im Jahr 2007 außerdem Vorsitzender des Vorstandes der Porsche Automobil Holding SE. Am 23. Juli 2009 trat er von seinen Posten zurück.

## Leben

### Ausbildung
Wiedeking wuchs in Beckum auf und studierte nach dem 1972 ebenfalls in Beckum am Albertus-Magnus-Gymnasium abgelegten Abitur Maschinenbau an der RWTH Aachen. Nach dem Diplom 1978 blieb er am Werkzeugmaschinenlabor WZL der RWTH Aachen als wissenschaftlicher Mitarbeiter, wo er 1983 summa cum laude zum Dr.-Ing. promoviert wurde. Anschließend war Wiedeking als Referent des Vorstandes Produktion und Materialwirtschaft der Firma Porsche tätig.
1988 wechselte Wiedeking zur GLYCO Metallwerke KG und wurde ein Jahr später Mitglied der Geschäftsleitung für den Bereich Technik, dann in der Phase der Übernahme des Familienunternehmens durch eine amerikanische Gesellschaft und nach Ausscheiden der Familiengesellschafter auch kurzzeitig Vorstandsvorsitzender der umfirmierten AG.

### Vorstand bei Porsche
Nach seiner Rückkehr zu Porsche 1991 wurde er Vorstandsmitglied für Produktion und Materialwirtschaft. Im September 1992 trennte sich Porsche vom Vorstandsvorsitzenden Arno Bohn und ernannte Wiedeking zum Sprecher des Vorstandes. Wiedeking führte umfangreiche Umstrukturierungsmaßnahmen durch, übernahm zum 1. August 1993 den Vorstandsvorsitz und brachte Porsche aus der Verlustzone. Der Börsenwert von Porsche stieg von 300 Millionen Euro auf rund 25 Milliarden Euro im Jahr 2007.
Aufgrund der schlechten wirtschaftlichen Lage des Autobauers zum Zeitpunkt von Wiedekings Ernennung zum Vorstandschef konnte ihm das Unternehmen nur ein geringes Festgehalt zahlen. Dies führte zu der ungewöhnlichen Vertragsvereinbarung, wonach Wiedeking bei geringem Festgehalt eine Erfolgsbeteiligung in Höhe von 0,87 % des Vorsteuergewinns zugebilligt wurde. Im Gegenzug übernahm Wiedeking eine persönliche Haftung für Verpflichtungen des Unternehmens. Während der Sanierungsphase war die besagte Erfolgsbeteiligung relativ gering; in späteren Geschäftsjahren war sie sehr hoch (s. u.).
Wiedeking äußerte sich mehrfach ablehnend zu EU-Abgasplänen und bezeichnete sie als „Wirtschaftskrieg“ gegen deutsche Autobauer im Premiumsegment.
Wiedeking wurde oft als Kandidat für die Führung größerer Autohersteller gehandelt (zuletzt bei Volkswagen als möglicher Nachfolger für Ferdinand Piëch), zeigte sich daran aber nicht interessiert. 2005 fädelte er eine Beteiligung von Porsche bei Volkswagen ein. Im Mai 2008 erteilte der Porsche-Aufsichtsrat Wiedeking den Auftrag, über seine Hausbank Maple Bank (Tochter der kanadischen Maple Financial Group) die Mehrheit an der Volkswagen AG zu übernehmen. Während der Finanzkrise und der Wirtschaftskrise 2009 sank der Umsatz bei Porsche aber drastisch. Da die VW-Übernahme mit Krediten finanziert wurde, häuften sich Schulden in Höhe von 10 Milliarden Euro an. Wiedeking setzte sich daraufhin für eine Kapitalspritze aus Katar ein. Sein Übernahmekurs geriet in die Kritik; vor allem VW-Aufsichtsratschef und Porsche-Miteigentümer Ferdinand Piëch widersetzte sich seinen Plänen.
Am 23. Juli 2009 teilte Porsche mit, Wiedeking löse auf eigenen Wunsch seinen Arbeitsvertrag auf und verlasse Porsche. Er erhielt eine Abfindung von 50 Millionen Euro, die er unter anderem für den Aufbau einer gemeinnützigen Stiftung verwenden wollte. Sie soll mit 25 Millionen Euro ausgestattet werden und eine nach seinen Worten „sozial gerechte Entwicklung an allen Porsche-Standorten“ unterstützen. Wiedeking kündigte auch an, dem Sozialfonds der Landespresse Baden-Württemberg e. V., der Stiftung der Hamburger Presse und dem Verein Kollegenhilfe niedersächsischer Journalisten e. V. insgesamt 1,5 Millionen Euro zu spenden.
Aufgrund der hohen Erträge des Unternehmens in Verbindung mit der oben erwähnten variablen Vergütungsvereinbarung betrug Wiedekings Gehalt laut dem Geschäftsbericht 2007/2008 in diesem Geschäftsjahr 100,6 Millionen Euro. Insbesondere im Lichte der Krise des Porsche-Konzerns im Jahre 2009 wurde das auch im internationalen Vergleich sehr hohe Gehalt Wiedekings verschiedentlich kritisiert. Davon basierten 53 Millionen Euro auf der Gewinnbeteiligungsvereinbarung aus den 1990er Jahren. Mit dem genannten Gehalt war Wiedeking damals einer der bestbezahlten Manager der Welt. Dies entspräche bei 1,264 Milliarden Euro für den Personalaufwand im Porsche-Konzern einem Anteil von circa 4,7 % oder 0,9 % des Gewinns.
Im Jahr 2009 ermittelte die Staatsanwaltschaft Stuttgart gegen die früheren Porsche-Manager Wendelin Wiedeking und Holger Härter wegen des Verdachts der Untreue sowie Marktmanipulation und der unbefugten Weitergabe von Insiderinformationen. Die Verfahren wurden im August 2010 teilweise eingestellt, lediglich die Ermittlungen im Hinblick auf die Marktmanipulationen liefen weiter und führten im Dezember 2012 zur Anklage. Am 25. April 2014 entschied das Landgericht Stuttgart, die Anklage nicht zum Verfahren zuzulassen. Das Oberlandesgericht Stuttgart hob den Beschluss des Landgerichtes 2014 auf und beschloss die Eröffnung eines Verfahrens vor der Wirtschaftsstrafkammer. Das Verfahren, in dem die Staatsanwaltschaft eine Haftstrafe von zweieinhalb Jahren gegen Wiedeking gefordert hatte, endete am 18. März 2016 mit einem Freispruch des Landgerichts Stuttgart für Wiedeking und Härter. Die Staatsanwaltschaft legte gegen das Urteil Revision zum Bundesgerichtshof ein, zog diese aber im Juli 2016 wieder zurück. Die Staatsanwaltschaft begründete die Rücknahme ihrer Revision mit zu geringen Erfolgsaussichten; dem Bundesgerichtshof seien durch die beschränkten Möglichkeiten des Revisionsrechts und der daraus resultierenden eingeschränkten Überprüfbarkeit des Urteils die Hände gebunden.

### Sonstiges
Auf Vorschlag der CDU-Landtagsfraktion Baden-Württembergs nahm Wiedeking an der 12. Bundesversammlung (2004) zur Wahl des deutschen Bundespräsidenten teil.
In der halbjährlichen Umfrage „Manager nach Noten“ der Beratungsfirma Marketing Corporation, bei der 1000 Manager befragt werden, erhielt er Ende 2007 im Schnitt die zweitbeste Bewertung und war somit unter den Kollegen die Top-Führungskraft Deutschlands mit dem zweithöchsten Ansehen. Mitte 2009 rutschte er in der besagten Erhebung auf Rang 12, wobei selbst der bestbewertete Martin Winterkorn (Volkswagen) mit 3,3 um fast eine Note schlechter beurteilt wurde als in früheren Umfragen.
Wiedeking hält seit dem Jahr 2005 eine Beteiligung von 30 % an der Schuhmanufaktur Heinrich Dinkelacker, die ihren Geschäftssitz in seinem Wohnort Bietigheim-Bissingen hat. Darüber hinaus investiert er in Internetfirmen wie etwa einen Online-Ferienhausvermittler.
Seit 2013 baut er die Restaurantkette Tialini auf. Anfangs sollte das Unternehmen unter dem Namen Vialino firmieren, was aber der Konkurrent Vapiano erfolgreich untersagte. Im Jahr 2016 kam es zu einem weiteren Namensstreit, diesmal aber zwischen Wiedekings Systemgastronomie und der benachbarten Pizzeria Vinolio. Erstere argumentierte, der Name des Restaurants würde zu sehr nach der von Tialini angebotenen Pizza Vialino klingen.
Wiedeking gründete im Jahr 2008 zwei gemeinnützige Stiftungen und stattete diese mit jeweils 5 Mio. Euro aus seinem Privatvermögen aus. Die Stiftungen in seinem Heimatort Beckum und seinem langjährigen Wohnort Bietigheim-Bissingen verfolgen ausschließlich gemeinnützige Zwecke und haben als wesentliches Ziel die Unterstützung bedürftiger Familien, Kinder und Jugendlicher. Dabei werden unter anderen das Seehaus Leonberg und das Jugendhilfszentrum Sperlingshof unterstützt.

### Privat
Wiedeking ist verheiratet und hat eine Tochter und einen Sohn. In seiner Freizeit sammelt er Modellautos, Modelleisenbahnen und fährt Porschetraktoren. Er lebt im baden-württembergischen Bietigheim-Bissingen.

## Auszeichnungen
- 1994: Manager des Jahres
- 2002: Deutscher Image Award[28]
- 2002: Verdienstkreuz am Bande des Verdienstordens der Bundesrepublik Deutschland
- 2002: Großes Silbernes Ehrenzeichen mit dem Stern für Verdienste um die Republik Österreich[29]
- 2002: Bürgermedaille der Stadt Stuttgart
- 2003: Orden wider den tierischen Ernst des Aachener Karnevalvereins
- 2003: Cicero-Rednerpreis
- 2005: Ehrendoktor der Handelshochschule Leipzig[30]
- 2005: Hans-Peter-Stihl-Preis[31]
- 2007: Verdienstmedaille des Landes Baden-Württemberg
- 2008: European Manager of the Year[32]

## Werke
- Das Davidprinzip. Eichborn 2002, ISBN 3-8218-3974-0
- Anders ist besser. Ein Versuch über neue Wege in Wirtschaft und Politik. Wendelin Wiedeking. Piper-Verlag, München 2006, ISBN 978-3-492-04949-8